# Noriko Hamaguchi
Noriko Hamaguchi, coniugata Koiso (濱口典子?, Hamaguchi Noriko; Nagasaki, 15 gennaio 1974), è un'ex cestista giapponese.

## Carriera
Con il Giappone ha disputato due edizioni dei Giochi olimpici (Atlanta 1996 e Atene 2004) e tre dei Campionati del mondo (1994, 1998, 2002).